# Don't give up on us

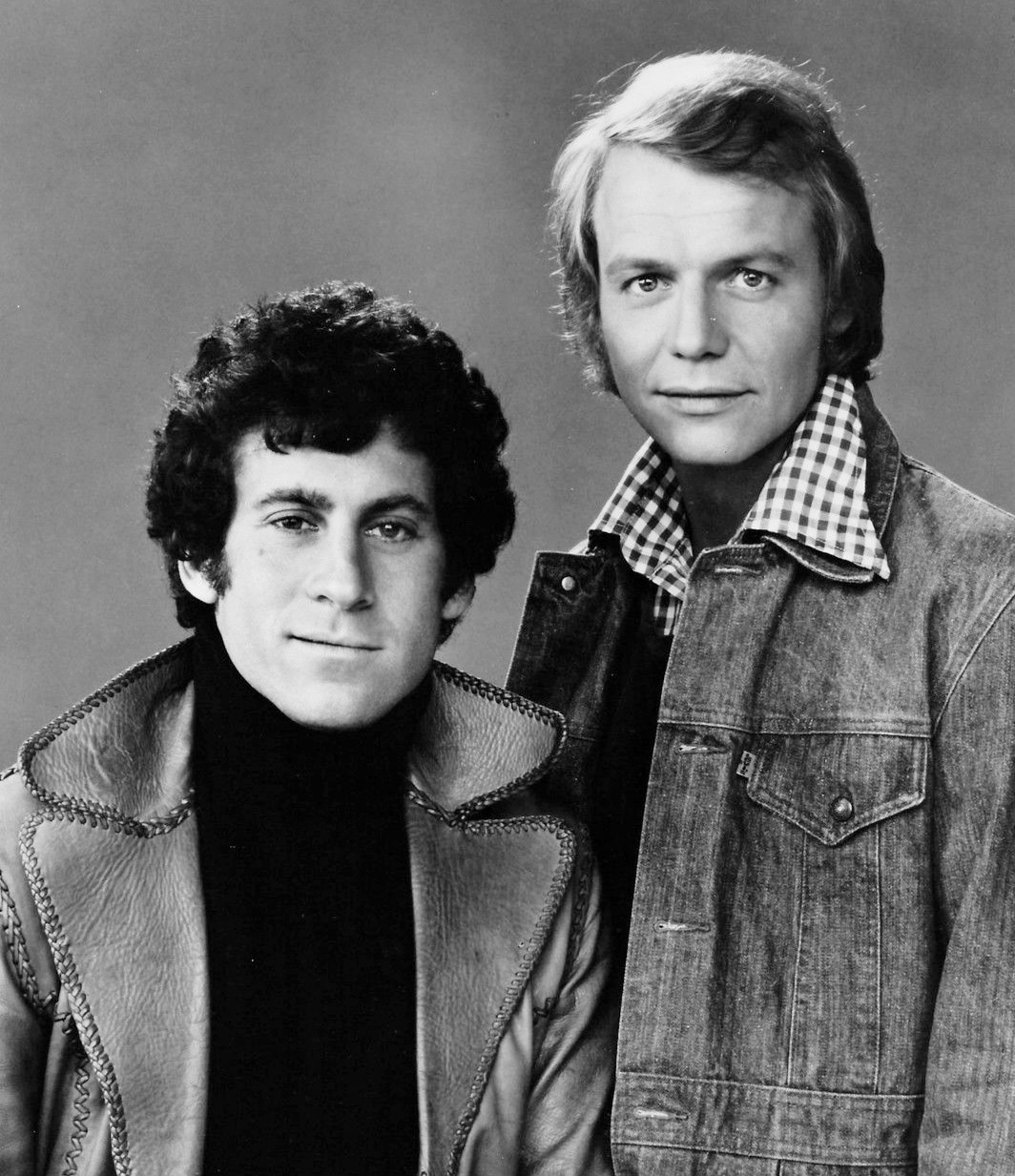
David Soul (rechts) in 1975

Don’t give up on us is de debuutsingle van David Soul. Het is afkomstig van zijn titelloze debuutalbum. Muziekproducent Tony Macaulay had al een hele rij hits op zijn naam staan, toen hij David Soul met dit liefdesliedje mocht bijstaan bij zijn hernieuwde stappen in de muziekwereld. Soul was voornamelijk bekend als Hutch uit Starsky and Hutch. De zangcarrière verliep (zeker in Engeland met vier top 10-hits) kort en hevig; in 1978 was zij alweer grotendeels voorbij; Soul werd overspannen, kreeg een hernia en zijn relatie met actrice Lynne Marta liep ten einde. (Dat is de prijs die je voor succes moet betalen, aldus Soul.) Het lied kwam terug in de film Starsky & Hutch gezongen door Owen Wilson. Het lied is ook opgenomen door artiesten als Johnny Mathis, The Nolan Sisters en Donny Osmond.
De B-kant Black bean soup is geschreven door Gardner McKay en David Soul zelf, een duet gezongen met zijn toenmalige vriendin Lynne Marta.

## Hitnotering
De (her)start als zanger legde de artiest geen windeieren. Het plaatje stond negentien weken in de Billboard Hot 100, waarvan het er twaalf weken over deed om op plaats 1 te komen. In de UK Singles Chart stond het zestien weken genoteerd waarvan vier weken op nummer 1.

### Nederlandse Top 40
Hier was de plaat eerst alarmschijf. Veronica zond zowel de hitlijst als de detectiveserie uit. Julie Covington met Don't Cry for Me Argentina en BZN met Don't say goodbye hielden Soul van de eerste plaats af.
| Positie: | 25 | 11 | 4 | 4 | 3 | 7 | 13 | 32 | 40 | uit |

### NederlandseDaverende 30
Julie Covington met Don't Cry for Me Argentina en Leo Sayer met When I need you hielden Soul van de eerste plaats af.
| Positie: | 20 | 8 | 4 | 3 | 4 | 8 | 18 | uit |

### BelgischeBRT Top 30
In deze lijst werd Soul van de eerste plaats afgehouden door Leo Sayer met When I need you.
| Positie: | 11 | 6 | 2 | 6 | 5 | 8 | 17 | 30 | uit |

### VlaamseUltratop 30
| Positie: | 27 | 14 | 8 | 4 | 4 | 5 | 5 | 17 | uit |

### NPO Radio 2 Top 2000
| Nummer met noteringen in de NPO Radio 2 Top 2000 | '99  | '00 | '01  |
| ------------------------------------------------ | ---- | --- | ---- |
| Don't give up on us                              | 1897 | -   | 1796 |

1. ↑  Een '-' betekent dat het nummer niet was genoteerd en een vetgedrukt getal geeft de hoogste notering aan.
2. ↑  Deze tabel is bijgewerkt tot en met de laatste editie (2024).